# Успение Богородично (Трескавец)
Вижте пояснителната страница за други значения на Успение Богородично.
„Успение на Пресвета Богородица“ (на македонска литературна норма: „Успение на Пресвета Богородица“) е средновековна православна църква в Северна Македония, главен храм (католикон) на манастира Трескавец, Прилепско, част е от Преспанско-Пелагонийската епархия на Македонската православна църква – Охридска архиепископия.
Църквата в основата си е еднокорабна с наос с купол и разделен с пиластри на няколко части. Отвън олтарната апсида на изток е тристранна. Под измазаните стени на северния параклис се виждат фрески от XIV век. От XIV век е и притворът с двете куполести кули, разположени на западната част на църквата.
- Свети Димитър
- Свети Теодор Тирон
- Качване на кръста
- Светци в цял ръст

Фреските са от различни периоди. Най-стари са тези на стените в двете кули – XV век. Те илюстрират календарни теми и светци, представени цял ръст. Ктиторските портрети, които се намират на източния зид в южния трем, са от втората половина на XIV век. Ликът на Божията майка е изобразен в нишата на южната врата от наоса. Според зографската техника, тази фреска е от XV век. Фреските в наоса са от края на XV век. Особено интересни са тези в първата зона, където има фигури на светци в изправено положение и цял ръст, облечени в благороднически дрехи и с разкошни шапки на главите. Фреските от XIX век са дело на крушевска зографска тайфа.
Част от стенописите от XV век са от 1483/1484 година, дело на водещото ателие на Костурската художествена школа от този период, към чиито произведения се включват стенописите в „Свети Николай Евпраксиин“ в Костур (1485/1486), в католикона на манастира „Преображение Господне“, Метеора (1483), част от живописта в „Свети Никита“ при скопското село Чучер (1483/1484), както и фрагментите в църквата „Св. св. Петър и Павел“ в Либаново (1485) и тези от разрушената църква „Свети Спиридон“ в Костур (края на XV век).
Двукрилната врата и царските двери са резбовани в XVI век, кръстът Космитос – в XVII век. Многото празнични икони и иконите на апостолите са от XVII и XVIII век. Престолната икона Исус Христос Цар на царете е дело на Михаил Анагност. Иконата на Света Богородица с 24 сцени от житието ѝ е дело на Константин Анастасов от Магарево, датирана 1864 г. при игумена Христо. Иконата е изпълнена със съвършена техника, с много добър колорит, а движенията са свободни е естествени. Гръцкият надпис гласи: „Δια χειρός Κωνσταντίνου Αναστασιου ζωγραφου εκ Μεγαροβου ἐν ἔτει 1864. Διά τό Τρέσκαβετς Ἠγουμένοντος τού κ παπά Χρίστου πρός κοινήν δεησιν.“